# Tricholoba straminea
Tricholoba straminea är en fjärilsart som beskrevs av Sergius G. Kiriakoff 1960. Tricholoba straminea ingår i släktet Tricholoba och familjen tandspinnare. Inga underarter finns listade i Catalogue of Life.